# فلقورة براقة
فلقورة براقة (الاسم العلمي: Fulgora candelaria) هي نوع من الحشرات يتبع جنس الفلقورة من الفصيلة الفلقورية.